# Leucania remota
Leucania remota là một loài bướm đêm trong họ Noctuidae.